# Czesław Jakubiec (artysta)

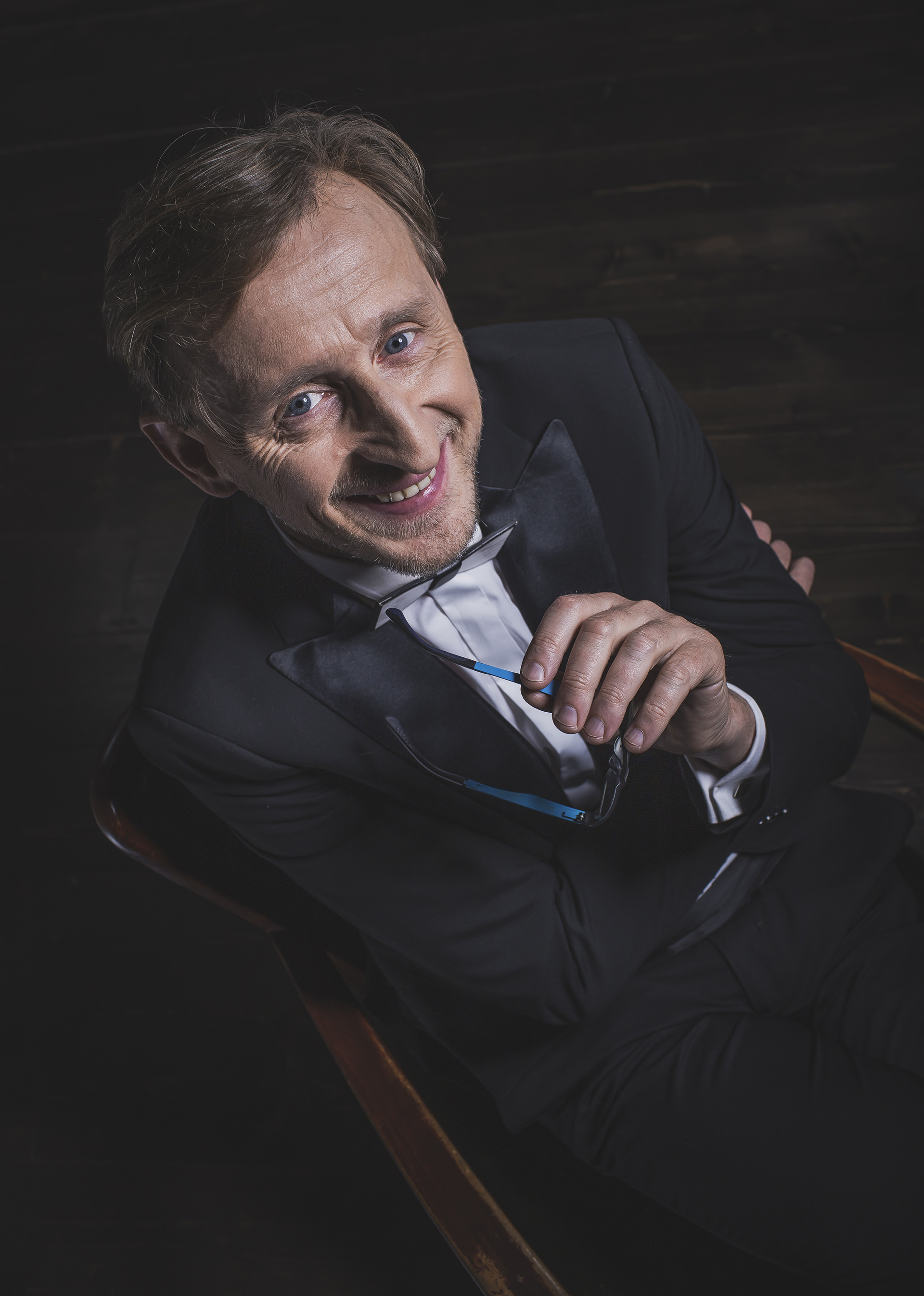
Czesław Jakubiec, fot. Jeremi Astaszow

Czesław Jakubiec (ur. 13 lipca 1970 w Łodygowicach) – polski śpiewak operowy, komik, wykonawca estradowy, meloman. Twórca „Kabaretu Tenor”, którego program jest połączeniem muzyki klasycznej, kabaretu oraz interaktywnej zabawy z widzem. Poza programem solowym, występuje w towarzystwie innych muzyków, np. Trio The ThreeX, Kabaret Hrabi, Ścibor Szpak oraz z akompaniamentem Bielskiej Orkiestry Kameralnej.

## Wykształcenie
Absolwent wydziału wokalno-aktorskiego Akademii Muzycznej w Katowicach oraz wydziału instrumentalnego i wokalno-aktorskiego Akademii Muzycznej w Łodzi. Studiował m.in. studia filozoficzne na Uniwersytecie Papieskim Jana Pawła II w Krakowie oraz socjologię na katowickiej filii Katolickiego Uniwersytetu Lubelskiego Jana Pawła II.
Poza działalnością artystyczną, jako absolwent Akademii Psychologii Przywództwa Jacka Santorskiego, jest wykładowcą komunikacji na kilku uczelniach i jako trener prowadzi warsztaty w tym zakresie.

## Kariera
Artysta jest śpiewakiem operowym, który łączy dwa światy – muzyczny i komediowy, w widowiskach na pograniczu koncertu i kabaretu. W Polsce występuje w najbardziej renomowanych teatrach i salach koncertowych. Koncertuje także za granicą – na zaproszenie Ambasady Polskiej wystąpił w Szwajcarii, Brukseli, Pradze, kilkakrotnie gościł na "Dniach Polskich" w Austrii, Szwajcarii i Włoszech, występował w Chopin Theatre w Chicago.

## Projekty
Czesław Jakubiec Solo – forma recitalu kabaretowego z udziałem pianisty jako akompaniatora. Na program składają się arie czy motywy muzyki klasycznej przedstawione w sposób kabaretowy.
Czesław Jakubiec & The ThreeX – program, w który powstał przy współpracy z triem The ThreeX. Znajdują się w nim dzieła kompozytorów jak Vivaldi, Strauss, czy Chopin, podane w lekkiej formie.
Czesław Jakubiec, The ThreeX i Bielska Orkiestra Kameralna – projekt symfoniczny "Muzyka i humor" – selekcja utworów z repertuaru Czesława Jakubca i tria The ThreeX rozbudowany o akompaniament Bielskiej Orkiestry Kameralnej.
Czesław Jakubiec i Ścibor Szpak "Pioscenki" – spotkanie trzech osobowości scenicznych. Grzegorza Dowgiałło– jazzowego pianisty, Czesława Jakubca oraz Ścibora Szpaka. "Pioscenki" to spektakl komiczno-liryczny. Zupełnie nowa forma komediowa, oparta w dużej mierze na podróży przez różne światy piosenki.

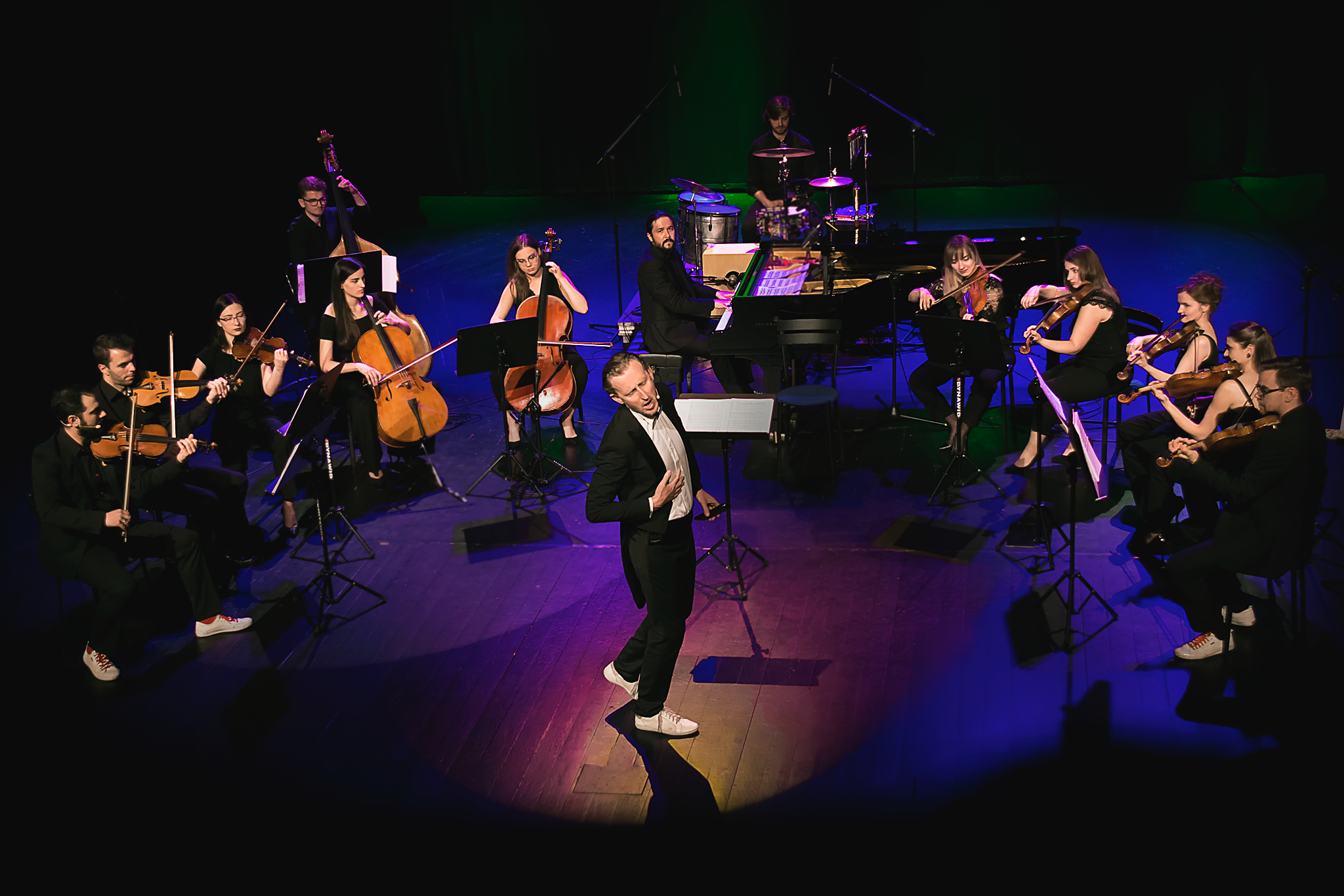
Premiera Programu "Czesław Jakubiec Symfonicznie", Chorzowskie Centrum Kultury, 12 maja 2019, fot. [http://impresariatrestart.pl/ Natalia Janik

Czesław Jakubiec i Kabaret Hrabi "Ariaci" – Hrabi i Jakubiec udowadniają, że opera może być dla człowieka zrozumiała, pouczająca, wzruszająca, a nawet zabawna.

## Nagrody
Artysta jest laureatem większości następujących znanych festiwali i konkursów kabaretowych:
- pierwsze miejsce Rybnickiej Jesieni Kabaretowej „One Ryj show” w 2010 r. w Rybniku,
- pierwsze miejsce Piosenki Kabaretowej „OBORA” 2007 r. w Poznaniu,
- pierwsze miejsce Konkursu Kabaretowego „MULATKA” w latach 2007 i 2009 w Ełku,
- pierwsze miejsce Piosenki Kabaretowej „OSPA” 2008 r. w Ostrołęce,
- drugie i trzecie miejsce „Lidzbarskich Wieczorów Satyry i Humoru” w latach 2007 i 2009 r. w Lidzbarku Warmińskim,
- drugie miejsce na Konkursie Kabaretowym „DEBEŚCIAK” w 2009 r. w Dąbrowie Górniczej,
- wyróżnienie w konkursie Piosenki o Melodyjną Nagrodę im. Artura – "Rybnicka Jesień Kabaretowa" – Rybnik, październik 2009.

Artysta był stałym gościem "Kabaretowego Klubu Dwójki" – programu cyklicznie realizowanego przez TVP 2. Występował również w półfinale programu "Mam Talent" w 2010 r.